# Vodacom Cup 2007
La Vodacom Cup de 2007 fue la décima edición del torneo para selecciones provinciales de Sudáfrica.
El torneo se disputó en el primer semestre en paralelo al Súper Rugby, mientras que la Currie Cup se disputó en el segundo semestre.
El campeón fue el equipo de Griquas quienes obtuvieron su tercer campeonato.

## Sistema de disputa
El torneo se disputó en zonas que se distribuyeron por cercanía geográfica, los cuatro mejores equipos de cada zona clasificaron a los cuartos de final.

## Clasificación

### Sección Norte
| Pos. | Equipo       | Encuentros | Encuentros | Encuentros | Encuentros | Tantos | Tantos | Tantos | PB | PB | Puntos |
| Pos. | Equipo       | PJ         | PG         | PE         | PP         | F      | C      | Dif    | BO | BD | Puntos |
| ---- | ------------ | ---------- | ---------- | ---------- | ---------- | ------ | ------ | ------ | -- | -- | ------ |
| 1.º  | Griquas      | 6          | 5          | 0          | 1          | 200    | 99     | +101   | 3  | 1  | 24     |
| 2.º  | Blue Bulls   | 6          | 5          | 0          | 1          | 184    | 104    | +80    | 3  | 0  | 23     |
| 3.º  | Pumas        | 6          | 3          | 0          | 3          | 172    | 141    | +31    | 3  | 1  | 16     |
| 4.º  | Leopards     | 6          | 3          | 0          | 3          | 159    | 144    | +15    | 3  | 1  | 16     |
| 5.º  | Falcons      | 6          | 3          | 0          | 3          | 137    | 134    | +3     | 1  | 2  | 15     |
| 6.º  | Golden Lions | 6          | 2          | 0          | 4          | 137    | 234    | -97    | 3  | 0  | 11     |
| 7.º  | Griffons     | 6          | 0          | 0          | 6          | 104    | 237    | -133   | 0  | 2  | 2      |

### Sección Sur
| Pos. | Equipo              | Encuentros | Encuentros | Encuentros | Encuentros | Tantos | Tantos | Tantos | PB | PB | Puntos |
| Pos. | Equipo              | PJ         | PG         | PE         | PP         | F      | C      | Dif    | BO | BD | Puntos |
| ---- | ------------------- | ---------- | ---------- | ---------- | ---------- | ------ | ------ | ------ | -- | -- | ------ |
| 1.º  | Western Province    | 6          | 6          | 0          | 0          | 214    | 100    | +114   | 4  | 0  | 28     |
| 2.º  | Free State Cheetahs | 6          | 3          | 0          | 3          | 166    | 132    | +34    | 3  | 2  | 17     |
| 3.º  | Boland Cavaliers    | 6          | 3          | 0          | 3          | 178    | 155    | +23    | 3  | 1  | 16     |
| 4.º  | Mighty Elephants    | 6          | 3          | 0          | 3          | 157    | 174    | -17    | 3  | 1  | 16     |
| 5.º  | Natal Wildebeest    | 6          | 3          | 0          | 3          | 142    | 129    | +13    | 1  | 1  | 14     |
| 6.º  | SWD Eagles          | 6          | 2          | 0          | 4          | 135    | 165    | -30    | 1  | 1  | 10     |
| 7.º  | Border Bulldogs     | 6          | 1          | 0          | 5          | 93     | 230    | -137   | 0  | 0  | 4      |

|  | Cuartos de final. |

### Cuartos de final
| 20 de abril | Free State Cheetahs | 30 - 33 | Pumas | Vodacom Park, Bloemfontein |  |

| 20 de abril | Blue Bulls | 43 - 27 | Boland Cavaliers | Loftus Versfeld, Pretoria |  |

| 21 de abril | Griquas | 53 - 19 | Mighty Elephants | Griqua Park, Kimberley |  |

| 21 de abril | Western Province | 14 - 30 | Leopards | Newlands Stadium, Ciudad del Cabo |  |

### Semifinales
| 27 de abril | Blue Bulls | 32 - 25 | Leopards | Loftus Versfeld, Pretoria |  |

| 28 de abril | Griquas | 46 - 26 | Pumas | Griqua Park, Kimberley |  |

### Final
| 4 de mayo | Griquas | 33 - 29 | Blue Bulls | Griqua Park, Kimberley |  |

| Bandera de Sudáfrica |
| Campeón Griquas      |
| Tercer título        |